# サラブレッドクラブ・ラフィアン
株式会社サラブレッドクラブ ラフィアン（Thoroughbred Club Ruffian Ltd.）は、日本中央競馬会に馬主登録をしているクラブ法人である。愛馬会法人「株式会社ラフィアンターフマンクラブ」より匿名組合契約に基づく競走馬の現物出資を受けて、中央競馬などの競走に出走させている。
勝負服の柄は赤、緑袖赤一本輪、冠名は牡馬・せん馬にはドイツ語で「私の」を意味する「マイネル」を、2011年以前に生産された牝馬にはマイネルと同意の「マイネ」を用いたが、以降の牝馬にはユーバーレーベンのように冠名はつけられていない。

## 社名の由来
社名及び愛馬会法人の名称に含まれている「ラフィアン」は、1970年代に活躍したアメリカの競走馬で旧ニューヨーク牝馬三冠を達成したラフィアンに由来する。同社を創設した岡田繁幸は若い頃アメリカのクレイボーンファームで修行していた際にラフィアンと出会っており、周りが見向きもしないようなラフィアンを一目で名馬になると予感した、というエピソードがあるとされている。

## 歴史
- 1986年 - 設立
- 1988年 - マイネルフリッセ、きさらぎ賞を制覇し重賞初勝利
- 1996年 - マイネルマックス、朝日杯3歳ステークスを制覇しGI初勝利
- 1998年 - マイネルラヴ、タイキシャトルとシーキングザパールの2頭の海外GI馬を破りスプリンターズステークスを制覇
- 2000年 - マイネルコンバット、ジャパンダートダービーを制覇し地方交流GI初勝利
- 2004年 - マイネルセレクトがJBCスプリントを、マイネルレコルトが朝日杯フューチュリティステークスを制覇するなど重賞12勝
- 2006年 - 代表が岡田繁幸から実子の岡田紘和に交代
- 2009年 - マイネルキッツが天皇賞（春）を制覇、旧八大競走制覇も初
- 2011年 - マイネルネオスが中山グランドジャンプを制覇
- 2013年 - マイネルホウオウがNHKマイルカップを制覇
- 2021年 - ユーバーレーベンが優駿牝馬を制覇、3歳クラシック初勝利[1]

## 主な所有馬

### 現役馬
- マイネルグロン - 2023年中山大障害、東京ハイジャンプ、2024年阪神スプリングジャンプ
- コラソンビート - 2023年京王杯2歳ステークス[2]
- フェアエールング - 2025年小倉牝馬ステークス
- マイネルエンペラー - 2025年日経賞

### 引退馬
- ゴールデンハインド - 2023年フローラステークス[3]
- マイネイサベル - 2010年新潟2歳ステークス、2012年府中牝馬ステークス、2013年中山牝馬ステークス
- マイネカンナ - 2008年福島牝馬ステークス
- マイネサマンサ - 2006年京都牝馬ステークス、2007年中山牝馬ステークス
- マイネソーサリス - 2005年愛知杯
- マイネヌーヴェル - 2003年フラワーカップ
- マイネルアムンゼン - 2003年・2004年エプソムカップ、2004年新潟大賞典
- マイネルアワグラス - 2008年シリウスステークス
- マイネルイースター - 2004年阪神スプリングジャンプ
- マイネルエテルネル - 2012年小倉2歳ステークス[4]
- マイネルキッツ - 2009年天皇賞（春）、2010年日経賞、2011年ステイヤーズステークス
- マイネルキャッスル - 1992年京王杯2歳ステークス
- マイネルグラウベン - 1988年NHK杯
- マイネルクラシック - 1997年北海道2歳優駿
- マイネルグリット[注釈 1] - 2019年小倉2歳ステークス
- マイネルクロップ - 2015年佐賀記念、マーチステークス[5]
- マイネルコンドル - 1999年札幌2歳ステークス
- マイネルコンバット - 2000年ジャパンダートダービー
- マイネルシーガル - 2007年富士ステークス
- マイネルジャパン - 2000年函館2歳ステークス
- マイネルスケルツィ - 2006年ニュージーランドトロフィー、2007年京都金杯
- マイネルスターリー - 2010年函館記念
- マイネルセレクト - 2003年シリウスステークス、2004年ガーネットステークス、東京盃、JBCスプリント、2005年黒船賞
- マイネルソロモン
- マイネルチャールズ - 2008年京成杯、弥生賞
- マイネルディバイン - 2002年グランシャリオカップ
- マイネルデスポット
- マイネルデュプレ - 2004年共同通信杯
- マイネルトレドール - 1997年東京障害特別（春）
- マイネルネオス - 2011年中山グランドジャンプ
- マイネルバイカ - 2015年白山大賞典[6][7]
- マイネルバサラ - 2017年浦和記念[8]
- マイネルハニー - 2016年チャレンジカップ
- マイネルハーティー - 2005年ニュージーランドトロフィー
- マイネルビンテージ - 2000年京成杯
- マイネルファンロン - 2021年新潟記念
- マイネルフィエスタ - 2017年京都ジャンプステークス
- マイネルブライアン - 2000年グランシャリオカップ、シリウスステークス、2003年群馬記念
- マイネルブラウ - 2003年小倉大賞典
- マイネルプラチナム - 1998年札幌2歳ステークス
- マイネルブリッジ - 1995年NHK杯、福島記念、1997年七夕賞
- マイネルフリッセ - 1988年きさらぎ賞
- マイネルブルック - 2004年きさらぎ賞
- マイネルブレーブ - 1989年共同通信杯
- マイネルフロスト - 2014年毎日杯
- マイネルホウオウ - 2013年NHKマイルカップ[9]
- マイネルボウノット - 2006年佐賀記念
- マイネルマックス - 1996年函館3歳ステークス、京成杯3歳ステークス、朝日杯3歳ステークス、2000年マイラーズカップ
- マイネルマリク - 2005年たんぽぽ賞
- マイネルミラノ - 2016年函館記念[10]
- マイネルムート - 1988年新潟3歳ステークス
- マイネルモルゲン - 2004年ダービー卿チャレンジトロフィー、2004年・2005年京成杯オータムハンデキャップ
- マイネルメダリスト - 2014年目黒記念[11]
- マイネルラクリマ - 2012年京都金杯、2013年七夕賞、2014年オールカマー[12]
- マイネルラヴ - 1998年セントウルステークス、スプリンターズステークス、1999年シルクロードステークス
- マイネルリマーク - 1993年共同通信杯
- マイネルレコルト - 2004年新潟2歳ステークス、朝日杯フューチュリティステークス
- マイネルレーニア - 2006年京王杯2歳ステークス、2008年スワンステークス
- マイネレーツェル - 2008年フィリーズレビュー、ローズステークス
- ユーバーレーベン - 2021年優駿牝馬

## ラフィアンターフマンクラブ（愛馬会法人）
代表者は岡田ゆりか。前代表は岡田美佐子（ビッグレッドファーム代表）。
募集馬はビッグレッドファーム・コスモヴューファームや日高の中小牧場の生産馬が中心。